# Jahazpur
Jahazpur é uma cidade e um município no distrito de Bhilwara, no estado indiano de Rajastão.

## Geografia
Jahazpur está localizada a 25° 37′ N, 75° 17′ L. Tem uma altitude média de 334 metros (1095 pés).

## Demografia
Segundo o censo de 2001, Jahazpur tinha uma população de 18,816 habitantes. Os indivíduos do sexo masculino constituem 51% da população e os do sexo feminino 49%. Jahazpur tem uma taxa de literacia de 59%, inferior à média nacional de 59.5%: a literacia no sexo masculino é de 72% e no sexo feminino é de 45%. Em Jahazpur, 16% da população está abaixo dos 6 anos de idade.